# Отри, Джин
Орвон Джин Отри (англ. Orvon Gene Autry, 29 сентября 1907 — 2 октября 1998), более известный как Джин Отри, — американский исполнитель, имевший широкую популярность на радио, в кино и телевидении на протяжении трёх десятилетий, начиная с 1930-х годов. Помимо этого, являлся владельцем профессионального бейсбольного клуба «Лос-Анджелес Энджелс из Анахайма», телевизионного канала и нескольких радиостанций в Южной Калифорнии.
Является членом Музея и Зала славы кантри, его имя значится на голливудской «Аллее славы». Он является единственным деятелем искусства, который имеет все пять эмблем на звезде.

## Биография
Отри, внук методистского проповедника, родился в Тайоге, штат Техас. Его родители, Делберт Отри и Эльнора Озмент, в 1920-х годах перебрались в Рэвию, штат Оклахома. После окончания школы в 1925, Отри работал телеграфистом на железнодорожном пути Сент-Луис — Сан-Франциско.

### Отри в музыке
Находясь на работе, Отри играл на гитаре и сопровождал свою игру вокалом, чтобы скрасить свою скучную и однообразную службу. Частенько ему приходилось работать в ночную смену, и только таким образом он спасал себя от одиночества на службе. И волею судьбы одной из таких ночей к Отри Случайно забрел известный юморист Уилл Роджерс, который ненароком увидел времяпровождение скучающего телеграфиста.
Уилл оценил способности Джина и порекомендовал ему заняться музыкой всерьёз. С тех пор Отри поставил перед собой важную цель — пробиться в музыкальную индустрию. Подкопив денег, он рванул в Нью-Йорк на прослушивание в музыкальной корпорации Victor Talking Machine, которую примерно в то время перекупила звукозаписывающая компания RCA Victor. Они отказали Отри в сотрудничестве, и тогда парень обратился напрямую к их директору, Натаниэлю Шилкрету. Тот, в свою очередь, объяснил Отри, что это произошло не из-за того, что его способности не понравились им, а потому, что компания только что подписала контракты с двумя подобными исполнителями. В итоге Шилкрет написал рекомендательное письмо, чтобы Отри пошёл с ним на радио с целью набраться опыта и возвратиться к RCA Victor через год-два.
В 1928 Отри спел на радио Tulsa песню «Oklahoma’s Yodeling Cowboy». В 1929 Victor всё-таки сработалась с Джином, предложив ему записать дуэт с Джимми Лонгом. Совместно они записали песни «My Dreaming of You» и «My Alabama».
С 1929 года Отри стал записываться уже на Columbia Records. Он работал в Чикаго на радио WLS-AM, ведя собственное радиошоу «National Barn Dance» в течение четырёх лет. Там он познакомился с кантри-певцом Смайли Бернеттом. В то время он также начинал свою карьеру, Отри решил последовать тому же жанру, что использовал в своем творчестве Смайли. В 1930—1931 гг. Отри делал записи в стиле «хиллбилли» в Нью-Йорке. Жанровой и текстовой наполненностью они отличались от более поздних записей Одри, и были похожи на записи таких артистов того времени, как Прейри Рамблерс и Дик Джастис. В частности, такими композициями являлись «Do Right Daddy Blues» и «Black Bottom Blues», похожие на «Deep Elem Blues». В них пелось о коррупции в полиции и пика проституции вследствие недостатка материальных средств. Данные записи Отри найти почти невозможно, разве что они присутствуют в архивах некоторых европейских лейблов, таких как JSP Records.
Свой первый хит, «That Silver-Haired Daddy Of Mine», Отри записал в 1932 году. Песня является дуэтом с приятелем по работе на железной дороге — Джимми Лонгом. Также Отри перепел хит кантри-исполнителя Рэя Уитли «Back In The Saddle Again».
К 1941 году Отри имел 12 выпущенных синглов и большую популярность. В это же время Джин решил сконцентрироваться на съёмках в фильмах и работы на радио.
В 1944 году он снова возвращается к записи синглов. В январе того же года начинает свою жизнь национальный чарт Hot Country Songs, постоянным участником которого — и нередко лидером — становится Отри. Также отличные показатели Джин получает в главном чарте США — Billboard Hot 100.
В 1949 году Отри выпустил свой главный хит — «Rudolph the Red-Nosed Reindeer». В 1951 году прекратил свою постоянную сингл-релизную деятельность. За всю свою музыкальную карьеру Отри сделал 620 записей, включая более 300 композиций, написанных им самим. Его записи разошлись тиражом более ста миллионов копий и имели золотые и платиновые статусы.

### В кино

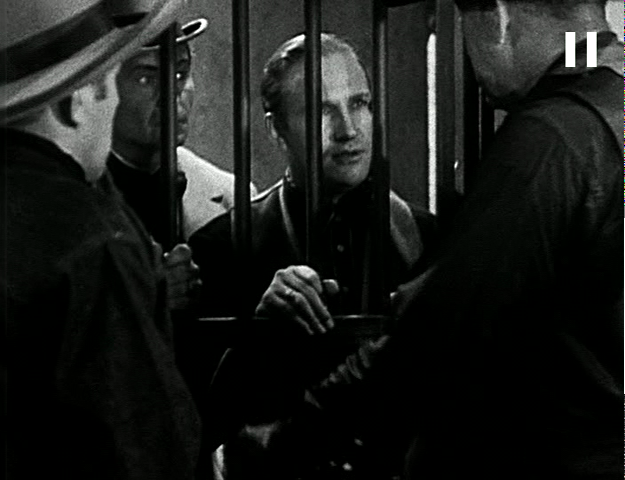
Джин Отри в фильме «Oh, Susanna!» (1936)

В 1934 году, после успеха в музыкальной индустрии, состоялся дебют Отри в киноиндустрии. Этим дебютом стала картина «В старом Санта-Фе», в котором Джин сыграл персонажа из ковбойского квартета.
Первую роль первого плана получил в 1935 году в 12-серийном сериале «The Phantom Empire».
До 1940 года Отри снялся в 44 фильмах, преимущественно в вестернах, в которых играл под своим именем в роли ковбоя, и в большинстве фильмах исполнял песни. В 1937 стал главной национальной звездой, достигнув пика популярности в 1942 году. С 1940 года Отри начал вести своё собственное родео-шоу «A».

### На радио и ТВ
С 1940 по 1956 Отри имел бешеную популярность, обеспеченную транслированием по радио BBC передачи «Gene Autry’s Melody Ranch». Он создал «Кодекс ковбоя» для своих молодых слушателей, которые стремились подражать ему.
Начиная с 1950 года, Джин играл главную роль в своем собственном телешоу на BBC.

### Уход из индустрии
Отри удалился из шоу-бизнеса в 1964 году, снявшись почти в 100 фильмах и сделав более 600 музыкальных записей. В 1969 году включен в Музей и Зал славы кантри и в Нашвиллский зал славы поэтов-песенников в 1970. После ухода в отставку он вкладывал капитал в недвижимость, радио и телевидение, купил Republic Pictures и права на фильмы, выпущенные этой компанией.
В 1952 году Отри купил старое ранчо в Placerita Canyon в Калифорнии и назвал его Melody Ranch. Оно сгорело дотла в 1962 году, разрушив планы Отри превратить его в музей. После этого он построил Музей Западного Наследия (Museum of Western Heritage) в Гриффит-Парке.

### Личная жизнь
В 1932 году Отри женился на Мэй Спайви (May Spivey), племяннице Джимми Лонга. После её смерти в 1980 году женился на Жаклин Эллам (Jacqueline Ellam), которая была его финансовым директором. Ни от одного брака не имел детей.

### Смерть
Джин Отри умер от лимфомы 2 октября 1998 года, спустя трое суток после своего 91-го дня рождения, у себя дома в Студио-Сити, штат Калифорния. 
Был похоронен на кладбище Голливуд-Хиллс в Лос-Анджелесе.

## Дискография

### Альбомы
| Год  | Название                                 | US Country | Лейбл    |
| ---- | ---------------------------------------- | ---------- | -------- |
| 1976 | South of the Border, All American Cowboy | 42         | Republic |
| 1976 | Cowboy Hall of Fame                      | 44         | Republic |

### Синглы
| Год  | Название                                            | Позиции    | Позиции | Позиции |
| Год  | Название                                            | US Country | US      | US AC   |
| ---- | --------------------------------------------------- | ---------- | ------- | ------- |
| 1931 | «You Are My Sunshine»                               |            |         |         |
| 1931 | «A Face I See at Evening»                           |            |         |         |
| 1933 | «The Last Round-Up»                                 |            |         |         |
| 1934 | «Cowboy’s Heaven»                                   |            |         |         |
| 1935 | «That Sliver-Haired Daddy of Mine» (w/ Jimmy Long)  |            |         |         |
| 1935 | «Tumbling Tumbleweeds»                              |            |         |         |
| 1935 | «Mexicali Rose»                                     |            |         |         |
| 1935 | «Take Me Back to My Boots and Saddle»               |            |         |         |
| 1937 | «Gold Mine in the Sky»                              |            |         |         |
| 1939 | «South of the Border»                               |            |         |         |
| 1939 | «Back in the Saddle Again»                          |            |         |         |
| 1941 | «Blueberry Hill»                                    |            |         |         |
| 1944 | «I’m Thinking Tonight of My Blue Eyes»              | 3          |         |         |
| 1944 | «I Hang My Head and Cry»                            | 4          |         |         |
| 1945 | «Gonna Build a Big Fence Around Texas»              | 2          |         |         |
| 1945 | «Don’t Fence Me In»                                 | 4          |         |         |
| 1945 | «At Mail Call Today»                                | 1          |         |         |
| 1945 | «I’ll Be Back»                                      | 7          |         |         |
| 1945 | «Don’t Hang Around Me Anymore»                      | 4          |         |         |
| 1945 | «I Want to Be Sure»                                 | 4          |         |         |
| 1945 | «Don’t Live a Lie»                                  | 4          |         |         |
| 1946 | «Silver Spurs (On the Golden Stairs)»               | 4          |         |         |
| 1946 | «I Wish I Had Never Met Sunshine»                   | 3          |         |         |
| 1946 | «Wave to Me, My Lady»                               | 4          |         |         |
| 1946 | «You Only Want Me When You’re Lonely»               | 7          |         |         |
| 1946 | «Have I Told You Lately that I Love You?»           | 3          |         |         |
| 1946 | «Someday (You’ll Want Me to Want You)»              | 4          |         |         |
| 1947 | «You’re Not My Darlin’ Anymore»                     | 3          |         |         |
| 1948 | «Here Comes Santa Claus»                            | 5          | 9       |         |
| 1948 | «Buttons and Bows»                                  | 6          | 17      |         |
| 1948 | «Here Comes Santa Claus (Down Santa Claus Lane)»    | 4          | 8       |         |
| 1949 | «Ghost Riders in the Sky»                           |            |         |         |
| 1949 | «Rudolph the Red-Nosed Reindeer» (w/ The Pinafores) | 1          | 1       |         |
| 1949 | «Here Comes Santa Claus (Down Santa Claus Lane)»    | 8          | 24      |         |
| 1950 | «Peter Cottontail»                                  | 3          | 5       |         |
| 1950 | Frosty the Snow Man» (w/ The Cass County Boys)      | 4          | 7       |         |
| 1950 | «Rudolph the Red-Nosed Reindeer» (w/ The Pinafores) | 5          | 3       |         |
| 1951 | «Old Soldiers Never Die»                            | 9          |         |         |
| 1952 | «Up on the House Top»                               |            |         |         |
| 1957 | «Nobody’s Darlin’ but Mine»                         |            |         |         |